# 南北貨
南北貨，涉及柴、米、油、鹽、醬、醋、茶等料理所需，或稱「南北雜貨」、「雜貨」，偶兼售五金或日用品。

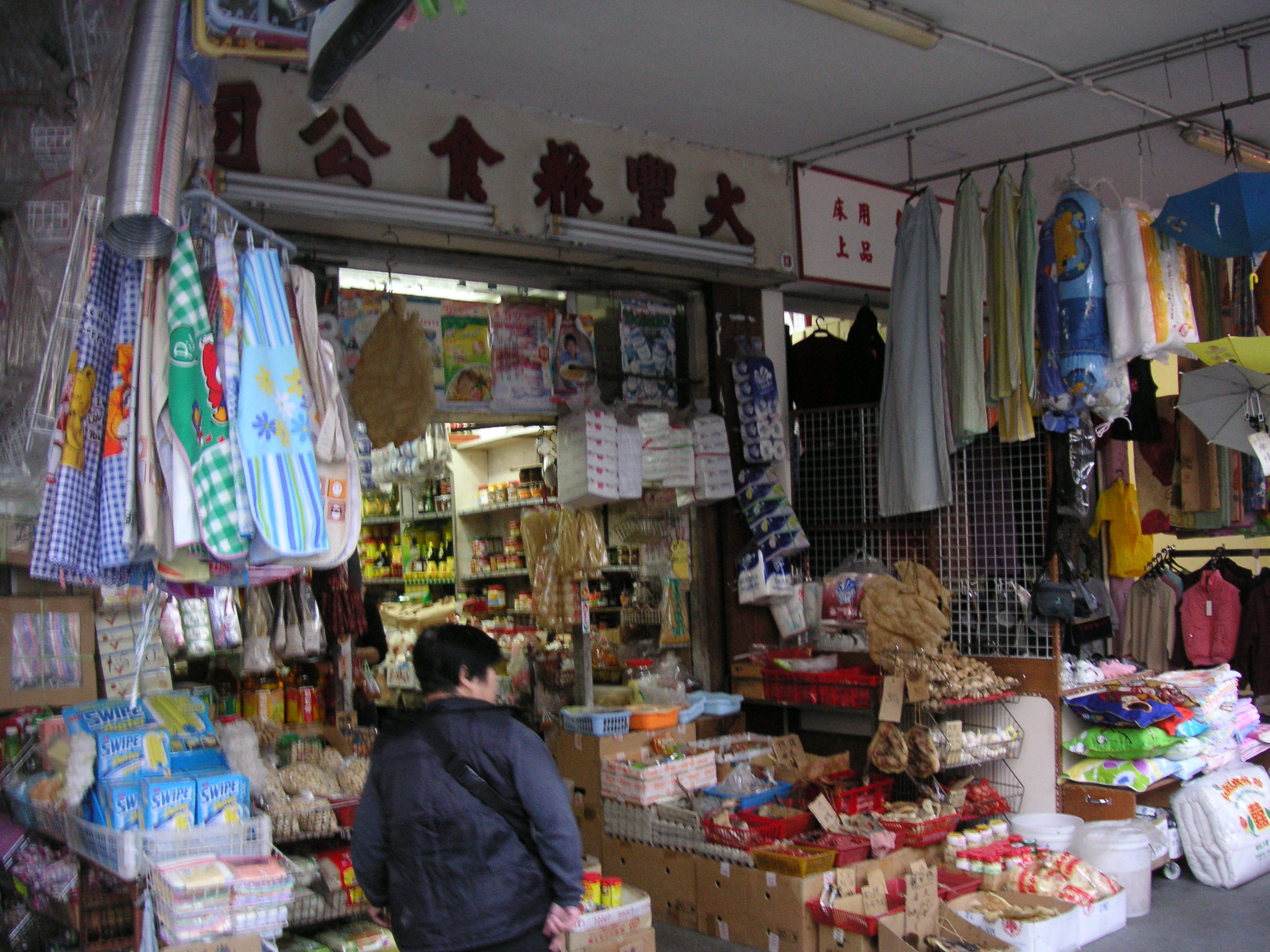
香港青衣島雜貨商

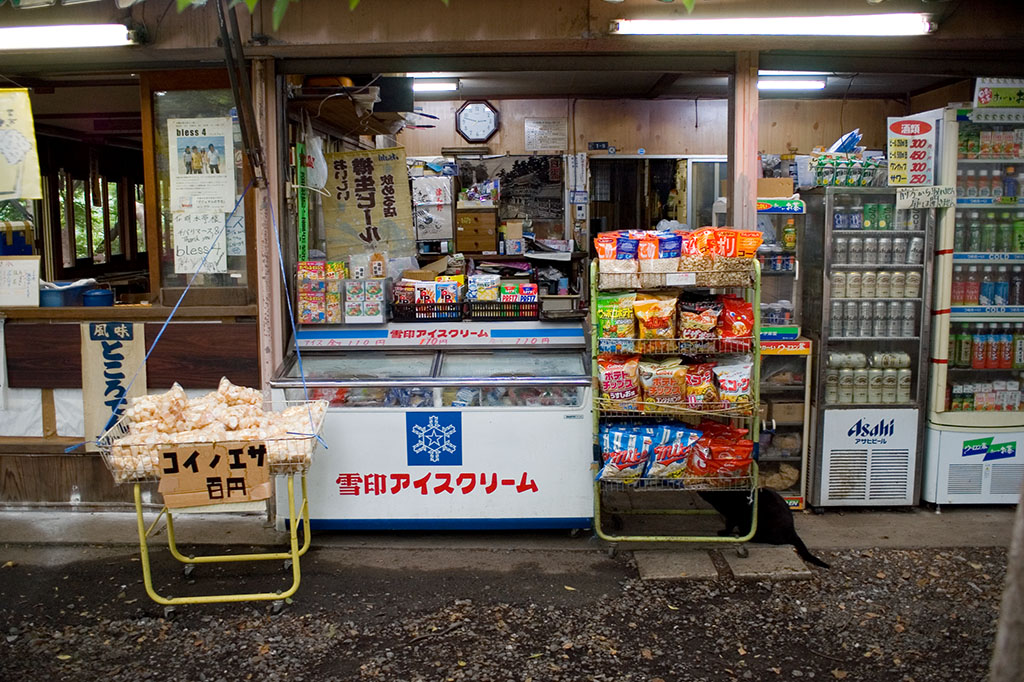
現代日本雜貨商

## 由來
雜說
說法不一，是指滿清時代的商人，多透過同業公會方式於南、北「郊」等進行買賣，貨物遂泛稱「南北貨」。
另外一說，則是北方代表「水」和南方代表「火」，而當時日常生活用的物品多由金屬跟木材等製成，東方代表「木」和西方代表「金」，契合中國的五行理論。
考證

《北史·魏收傳》：“南、北初和……求南貨於收。”（南貨）
明田汝成《西湖遊覽志餘》卷二五《委巷叢談》云：“今三百六十行各有市語，不相通用。倉猝聆之竟不知為何等語。”
清李斗《揚州畫舫錄》卷一：“南貨業……皆大江以南之產”。
清翟灝考列，“市語如米行、絲行、綢綾行、線行、銅行、藥行、典當、故衣鋪、道家星卜、雜貨鋪、優伶、江湖雜流。”凡數十種，號稱“江湖人市語尤多……事事物物，悉有穩稱”
自明隆慶（1567年至1572年）之後，海禁漸鬆，來自東洋（交趾、暹羅、呂宋、貓裏務等）及西洋（中東、歐洲）之舶來品漸多，市所販賣亦由傳統南北貨而加入舶來品。

## 著名集散地

### 臺灣
- 臺北迪化街[5][6]
- 高雄三鳳中街[6]
- 府城三郊

### 香港
- 旺角至油麻地一帶
- 西環

## 相關
商業
- 零售
- 雜貨店
- 批發
- 乾貨